# 约翰·克莱伦·霍姆斯
约翰·克莱伦·霍姆斯（英語：John Clellon Holmes，1926年3月12日—1988年3月30日），美国作家、诗人、教授。他与垮掉派核心人物杰克·凯鲁亚克、艾伦·金斯堡、尼尔·卡萨迪等人为好友。他在1952年以这些朋友为角色蓝本创作了小说《走》。